# Кривая (приток Рудной)
Крива́я — река в России, на Дальнем Востоке, самый крупный приток реки Рудная. Протяжённость Кривой — 37 км, площадь бассейна 272 км².
Берёт начало в восточном отроге Сихотэ-Алиня вблизи Высокогорского перевала. Исток реки находится на восточном склоне г. Чащевитая (975 м) на высоте около 640 м над уровнем моря. Протекает по южной части Дальнегорского городского округа Приморского края и впадает в нижнее течение реки Рудной в районе села Мономахово.

## Топонимика
Старое китайское название Кривой — «Инза-Лазагоу», что означает Долина Серебряной Скалы. Возможно, Серебряной скалой называлась гора Пасечная, расположенная в нижнем течении долины, на склонах которой обнаружено золото-серебряное рудопроявление.

Следующий день мы продолжали свой маршрут по реке Инза-Лазагоу. Долина её в средней части суживается, но затем опять начинает расширяться. Горы с правой стороны крутые и скалистые. В их обрывах когда-то нашли прожилки серебросвинцовой руды, отчего и долина получила своё настоящее название. Долина Инза-Лазагоу большей частью свободна от леса, но так как почва в ней каменистая, она совершенно неудобна для земледелия. Вот почему люди игнорировали её и поселились около устья.— В.К. Арсеньев "В дебрях Уссурийского края"

## Геоморфология
В самых верховьях, вблизи истока, Кривая — полноводный горный ручей, текущий по обычному распадку. Но на третьем километре от истока распадок преграждают очень крутые скальные стены, меж которых ручей прорывается по узкому коридору. Этот известный карстовый район называется урочище Чёртовы Ворота. Неолитическая стоянка в пещере Чёртовы Ворота в 12 км от Дальнегорска в верховьях реки Кривой датируется возрастом 7742—7638 лет назад. За ним долина резко расширяется и выполаживается, Кривая принимает в себя справа несколько полноводных ручьёв. В верхнем течении Кривая мало похожа на горную речку. В русловых отложениях преобладает обломочный материал мелких фракций, долина сравнительно широка и выположена, в пойме встречаются заболоченные участки. По левому борту долины распространены широкие делювиальные шлейфы. Ниже впадения Каменного, где ширина долины Кривой превышает 1 км, наблюдается пережим долины до 300 м. Этот пережим условно можно считать границей между верхним и средним течением реки. Сразу за ним в Кривую справа впадает её самый крупный приток — р. Медвежья. В этом районе Медвежья сравнима с самой Кривой по длине, площади бассейна и расходу воды. Далее, вдвое увеличив свою водность, Кривая начинает интенсивнее перемещать наносы и врезаться в подстилающие породы. Недалеко от устья Медвежей даже имеются небольшие пороги. В среднем течении река уже больше похожа на горную — с быстрым течением, крупным галечником и валунами в русле, хотя долина, в-целом, остается широкой, около километра. От впадения крупного левого притока р. Широкая, условно начинается нижнее течение. Здесь Кривая выходит из своей горной долины на широкую аллювиальную равнину реки Рудной. Протекая параллельно Рудной ещё несколько километров, Кривая впадает в неё в районе с. Мономахово.

## Растительность и ландшафты
Несмотря на то, что значительные территории в бассейне Кривой покрыты лесом, относительно широко распространены и луговые ландшафты. В основном это касается нижнего течения реки, но луга и старые покосы есть и в верховьях. Например, в районе впадения Каменного их площадь достигает 1,75 км². Из луговых ландшафтов можно отметить и небольшие участки с луговой растительностью на южных склонах пригребневых участков отрогов г. Солонцовая на высотах свыше 900 м. Кроме того, к безлесным ландшафтам, которые можно встретить в бассейне р. Кривой относятся курумы в верховьях Медвежей, принимающие вид настоящих каменных морей в горном массиве г. Голая. На южных склонах г. Сахарная и в урочище Чёртовы Ворота имеются участки очень крутых скалистых склонов, где горные породы (известняки) полностью обнажены.
Широколиственными лесами покрыта значительная часть площади бассейна р. Кривой. В первую очередь это дубняки, распространённые по левым притокам. На склонах южной экспозиции они поднимаются выше 1000 м над уровнем моря, вплоть до вершины г. Солонцовая. На склонах других экспозиций к дубу примешиваются другие широколиственные и мелколиственные породы. По правым притокам Кривой наблюдается несколько иной состав древостоя. Значительную площадь здесь занимают смешанные леса. В их хвойной составляющей преобладает кедр. Преимущественно хвойные леса (кедрачи) встречаются участками по склонам в истоках Кривой, в Гродецком, Медвежьей. Лиственница в составе древостоя встречается на крутых северных склонах, на затенённых участках долин ручьёв, а также в долине нижнего течения р. Медвежья.

## Промышленное использование
В настоящее время промышленность в бассейне Кривой представлена лесным сектором. В небольших масштабах ведётся заготовка древесины, в большей степени на дрова. В прошлом проводились геологоразведочные и горнодобывающие работы на Южносолонцовском полиметаллическом месторождении, расположенном на южных склонах г. Солонцовая, а также в районе г. Пасечная.

## Сельское хозяйство
В прошлом, значительные площади в низовьях Кривой были заняты под пашню. В верховьях располагались покосы.

## Отдых и туризм
В настоящее время в бассейн Кривой существует пять заездов:
1. Из Сержантово, по бродам через Рудную и Кривую в нижнее течение и далее вверх по долине (сквозная)
2. Из Тигрового через перевал на южные склоны Солонцовой в бассейне Широкой (тупиковая)
3. Из Нежданки, через 2 перевала и верховья Каменного в верховья Кривой и далее (сквозная)
4. Из Нежданки в истоки Кривой через перевал (тупиковая)
5. Из Высокогорска через перевал в Медвежью и далее до Кривой (сквозная).

Все дороги труднопроходимы, с глубокой колеёй, бродами, в зимнее время с наледями и снежными перемётами. Несмотря на это Кривая часто посещается людьми, сказывается близость к густонаселённой долине р. Рудной. В основном, большое количество людей в Кривой бывает в сезон сбора кедрового ореха.
Бассейн р. Кривой — перспективная территория для развития спортивного и экологического туризма.
Пешеходный, горный туризм. Походы в бассейн Кривой привлекательны тем, что не требуют больших затрат денег и времени на подготовку и доставку к началу маршрута. В некоторых случаях поход можно начинать прямо из города или в нём его завершать. Такие маршруты, с одной-двумя ночёвками, пригодны для начинающих туристов и для детей. Например, переход из верховьев Нежданки в истоки Кривой, посещение урочища Чёртовы Ворота и выход в Нежданку в районе водохранилища. Или восхождение на самый близкий к Дальнегорску тысячник — гору Солонцовую, спуск с неё в верховья Широкой и выход по ней в нижнее течение Кривой и далее в Сержантово. Более сложные маршруты можно проложить дальше к югу, с посещением порога на р. Медвежья, восхождением на г. Голую и пик Столетия Дальнегорска.
Скалолазание, спелеотуризм. В бассейне р. Кривой имеется два известных скалодрома — Южный и Солнечный. Первый находится на южном склоне г. Сахарная вблизи вершины. Состоит из известняка и представляет собой почти вертикальную стену около полусотни метров высотой. Второй находится в верховьях Кривой, по левому борту долины. Представляет собой крутой скалистый (известняковый) склон с перепадом высот около 400 м, с участками отвесных скал, острых гребней и пиков. Этот же район известен своими пещерами Чёртовы Ворота, Белый Парус, Нежная. На склонах г. Больничная возможно обнаружение новых гротов и небольших пещер.
Водный туризм. Сплав по Кривой от устья Медвежей возможен только в большую воду, что накладывает ограничения по времени его проведения.
Лыжный туризм, фрирайд. В бассейне Кривой имеются пригодные для катания безлесные заснеженные горные склоны. В первую очередь это горный массив в истоках р. Медвежья с заснеженными курумами и каменными морями. Но, во-первых, для того, чтобы добраться до одной из вершин, потребуются навыки зимнего горного туризма и необходимое снаряжение. Во-вторых, катание будет возможным при наличии слоя рыхлого снега, который существует некоторое время после снегопада. После длительного отсутствия снегопадов, снег с подветренных склонов переметается в лощины, где уплотняется с образованием так называемых снежных досок. На самих же выступающих гребнях снег сметается вовсе, обнажая камни.

## Притоки (км от устья)
Крупнейшие выделены жирным шрифтом. Расстояния подсчитаны по спутниковым снимкам Wikimapia с учётом изгибов русла реки.
- 3,2 км: река Прямая (пр)
- 13,9 км: река Широкая (лв)
- 27,5 км: ручей Боярова Падь (лв)
- 27,8 км: река Медвежья (пр)
- 29,7 км: ключ Каменистый (лв)
- 30,5 км: ключ Каменный (лв)
- 30,7 км: ключ Гродецкий (пр)
- 37,0 км: ручей Ветвистый (пр)
- 42,4 км: исток